# Missionari comboniani del Cuore di Gesù
I missionari comboniani del Cuore di Gesù (in latino Missionarii Comboniani Cordis Iesu; sigla M.C.C.I.), detti in origine Figli del Sacro Cuore di Gesù (Congregatio Filiorum S. Cordis Iesu; sigla F.S.C.I.), sono un istituto religioso maschile di diritto pontificio.

## Storia

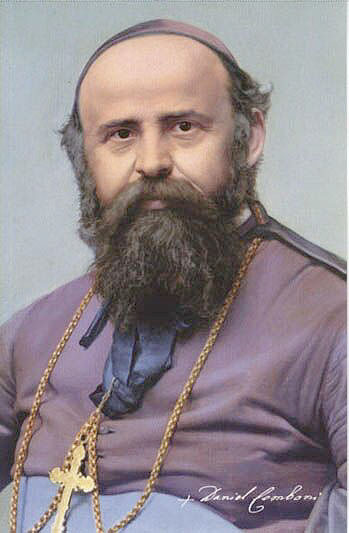
Daniele Comboni, fondatore della congregazione

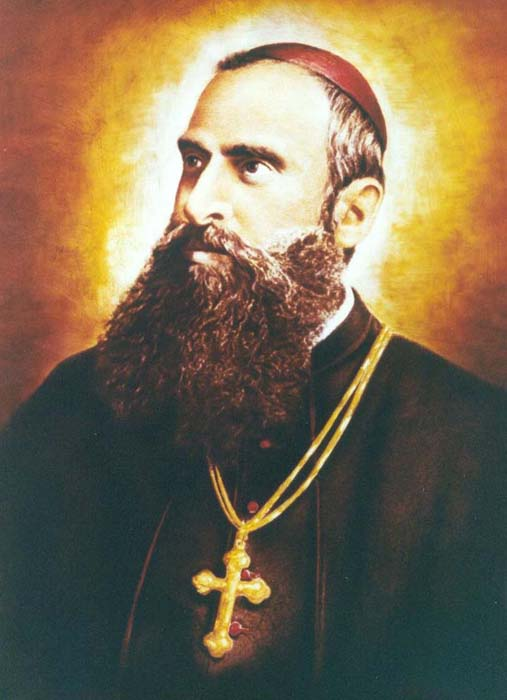
Antonio Maria Roveggio, III superiore generale dell'istituto

La congregazione venne fondata da Daniele Comboni (1831-1881): nato da un'umile famiglia di braccianti, entrò nell'istituto aperto a Verona da Nicola Mazza per l'educazione dei poveri. L'istituto Mazza si era anche inserito nell'opera di evangelizzazione dei territori dell'Africa centrale.
Nel 1854 Comboni venne ordinato sacerdote e il 14 febbraio 1858 si stabilì nel vicariato apostolico dell'Africa Centrale assieme a cinque compagni missionari. L'impresa fu un fallimento: a causa del clima e delle malattie i compagni di Comboni morirono nel giro di pochi mesi e nel 1859 lo stesso Comboni decise di lasciare l'Africa e tornare in patria.
In Italia Comboni elaborò un piano per la rigenerazione dell'Africa: convinto della necessità di coinvolgere le popolazioni locali nell'attività missionaria, pensò alla creazione di centri dove accogliere, battezzare ed educare gli indigeni per poi farli penetrare come sacerdoti e catechisti tra la loro gente. Organizzò conferenze in tutta Europa per esporre la sua idea, cercò di coinvolgere le congregazioni già impegnate nelle missioni in Africa e incontrò anche Arnold Janssen.
In occasione del Concilio Vaticano I, Comboni preparò un documento da presentare ai padri conciliari per cercare di coinvolgere quante più forze ecclesiali nell'opera di propagazione della fede nel continente nero, ma a causa della sospensione del Concilio il documento non poté essere discusso.
Il 1º giugno 1867 Comboni si decise ad aprire a Verona un seminario per la formazione del clero da impiegare nelle missioni in Africa: come modello di riferimento per l'organizzazione della comunità venne scelta la Società per le missioni estere di Parigi, una compagnia di sacerdoti e fratelli coadiutori laici, senza voti religiosi ma con un giuramento di fedeltà e appartenenza alla comunità. La direzione e l'insegnamento nell'istituto vennero affidati ai gesuiti.
La società missionaria, detta in origine dei figli del Sacro Cuore di Gesù, venne approvata come congregazione di diritto diocesano l'8 dicembre 1871. Il 31 luglio 1877 Comboni venne nominato vicario apostolico dell'Africa centrale e si trasferì a Khartoum, dove morì nel 1881. Con la scomparsa del fondatore la sua società entrò in una fase di precarietà: la guerra mahdista impedì ai missionari di continuare la loro missione in Sudan. Francesco Sogaro, primo successore di Comboni, nel 1885 trasformò la società in congregazione di voti semplici, ma i membri più anziani non accolsero positivamente la decisione perché ritenevano che le pratiche religiose avrebbero distolto i missionari dall'apostolato attivo. Solo la decisione della congregazione di Propaganda Fide, che approvò la scelta di Sogaro, mise fine ai contrasti interni all'istituto.
Con la vittoria degli anglo-egiziani sui mahdisti, i comboniani poterono riprendere la loro missione in Sudan. La congregazione ricevette il pontificio decreto di lode il 7 giugno 1895. Essendo la congregazione ormai matura e autosufficiente, nel 1899 Antonio Maria Roveggio, successore di Sogaro, tolse ai gesuiti l'incarico di formare i missionari. Il 19 febbraio 1910 la Santa Sede approvò definitivamente l'istituto e le sue costituzioni.
All'interno della congregazione si vennero presto a creare due schieramenti: uno formato dai religiosi italiani e l'altro dai religiosi dei paesi di lingua tedesca. I contrasti tra le due fazioni si acuirono negli anni della prima guerra mondiale. Il 27 luglio 1923 la Santa Sede decise di separare il ramo tedesco dell'istituto dalla congregazione madre istituendo i Missionari figli del Sacro Cuore di Gesù (Congregatio Missionariorum Filiorum Sacratissimi Cordis Iesu, sigla M.F.S.C.), approvati definitivamente il 18 marzo 1924.
Il Concilio Vaticano II, che aveva invitato gli istituti religiosi a riscoprire il carisma dei fondatori, spinse le due congregazioni a cercare la strada dell'unità: il 2 settembre 1975 celebrarono congiuntamente a Ellwangen i capitoli generali che decisero e ratificarono la riunione dei due istituti e il 22 giugno 1979 la Santa Sede sancì definitivamente l'unione delle due congregazioni.
Il fondatore, beatificato nel 1996, venne proclamato santo da papa Giovanni Paolo II il 5 ottobre 2003.

## Attività e diffusione
I comboniani si dedicano all'apostolato missionario presso le popolazioni non ancora o non sufficientemente evangelizzate, specialmente in Africa.
Sono presenti in Europa (Austria, Francia, Germania, Irlanda, Italia, Polonia, Portogallo, Regno Unito, Spagna), in Africa (Benin, Ciad, Ghana, Egitto, Eritrea, Etiopia, Kenya, Malawi, Mozambico, Repubblica Centrafricana, Repubblica Democratica del Congo, Sudafrica, Sudan, Togo, Uganda, Zambia), nelle Americhe (Brasile, Canada, Cile, Costa Rica, Ecuador, El Salvador, Guatemala, Messico, Nicaragua, Perù, Stati Uniti d'America) e in Asia (Filippine, Macao, Taiwan). La casa generalizia è in via Luigi Lilio a Roma.
Alla fine del 2008 la congregazione contava 328 case con 1.803 religiosi, 1.296 dei quali sacerdoti.